# موشتیف
موشتیف (به لاتین: Mushtif) یک منطقهٔ مسکونی در تاجیکستان است که در ولایت سغد واقع شده‌است.

## خصوصیات
موشتیف ۰ نفر جمعیت دارد.